# Edsbro Kyrksjö
Edsbro Kyrksjö este o arie protejată (arie specială de conservare — SAC, sit de importanță comunitară — SCI) din Suedia întinsă pe o suprafață de 39,8 ha, integral pe uscat.

## Localizare
Centrul sitului Edsbro Kyrksjö este situat la coordonatele 59°53′47″N 18°31′22″E / 59.8965°N 18.5227°E.

## Înființare
Situl Edsbro Kyrksjö a fost declarat sit de importanță comunitară în iunie 2001 pentru a proteja 2 specii de animale. Situl a fost protejat și ca arie specială de conservare în martie 2011.

## Biodiversitate
Situată în ecoregiunea boreală, aria protejată nu include niciun habitat protejat.
La baza desemnării sitului se află mai multe specii protejate:
- mamifere (1): vidră de râu (Lutra lutra)
- nevertebrate (1): libelule (Leucorrhinia pectoralis)